# Berald I
Berald I (? -1356) fou delfí d'Alvèrnia i comte de Clarmont, successor del seu pare Joan I, delfí d'Alvèrnia el 1351. Fou també senyor de Mercoeur.
Ja abans de succeir al seu pare era un dels nobles més rics de França. El 12 de juny de 1339 per un arbitratge, va recollir la successió de la família de Mercoeur per cessió del seu pare. Va fer testament el 19 d'agost de 1356 i va morir el dia 27 d'agost següent.
Es va casar el 1333 amb Maria —morta el 28 de setembre de 1383— filla de Pierre de la Vie, senyor de Villemur, i neboda del papa Joan XXII, de la que va tenir quatre fills i cinc filles:
- Berald II, delfí d'Alvèrnia i comte de Clarmont, senyor de Mercoeur.
- Hug, destacat en el servei d'armes.
- Joan, senyor de Rochefort
- Robert, nascut pòstum
- Beatriu, casada amb Enric de Montaigu (mort el 1357); casada en segones núpcies amb Guillem II Flotte, net de Guillem I Flotte, canceller de França
- Joana, casada amb Guiuet, baró de Severac (Roergue) i nebot d'Amalric de Severac, mariscal de França (van tenir un fill Guiu que va morir sense successió i els dominis de la casa de Severac van passar a la casa d'Arpajon
- Margarida
- Caterina, casada amb el marquès de Beaufort, baró de Canillac i nebot del papa Climent VI
- Blanca, casada amb Guerí III senyor d'Apchier